# Metodo QR
Il metodo QR è il metodo più utilizzato per il calcolo degli autovalori e degli autovettori di una matrice diagonalizzabile. Il metodo è molto complesso sia nella descrizione che nell'implementazione, ma il principio su cui si basa, ovvero la fattorizzazione QR, è molto semplice.

## Algoritmo di base
Nel metodo QR viene generata una successione {\displaystyle \{A_{k}\}_{k=1,2,...}} di matrici nel modo seguente: posto {\displaystyle A_{1}=A}, si calcola una fattorizzazione QR di {\displaystyle A_{k}}.
{\displaystyle A_{k}=Q_{k}R_{k}}
dove {\displaystyle Q_{k}} è unitaria ovvero vale che {\displaystyle Q_{k}^{H}Q_{k}=Q_{k}Q_{k}^{H}=I}, ed {\displaystyle R_{k}} è triangolare superiore. Si definisce {\displaystyle A_{k+1}} come segue:
{\displaystyle A_{k+1}=R_{k}Q_{k}=Q_{k}^{H}Q_{k}R_{k}Q_{k}=Q_{k}^{H}A_{k}Q_{k}}
pertanto le matrici della successione {\displaystyle \{A_{k}\}_{k=1,2,...}} sono tutte simili tra loro. Sotto opportune ipotesi la successione converge ad una matrice triangolare superiore che sulla diagonale principale ha gli autovalori della matrice {\displaystyle A}. Nel caso in cui {\displaystyle A} è hermitiana, la successione converge ad una matrice diagonale. 

## Risultati di convergenza
Vale il seguente teorema, detto teorema di convergenza. 
Sia {\displaystyle A\in \mathbb {C} ^{n\times n}} una matrice diagonalizzabile tale che i suoi autovalori {\displaystyle \lambda _{i},i=1,2,...,n} abbiano tutti modulo distinto, cioè {\displaystyle |\lambda _{1}|>|\lambda _{2}|>...>|\lambda _{n}|>0}. Indichiamo con {\displaystyle X} la matrice degli autovettori di {\displaystyle A} tale che la sua inversa {\displaystyle X^{-1}} ammetta una fattorizzazione LU. Sia inoltre {\displaystyle D=X^{-1}AX=diag(\lambda _{i})} una matrice diagonale, sulla cui diagonale principale vi sono gli autovalori di {\displaystyle A}. Allora esistono delle matrici di fase {\displaystyle S_{k}} tali che:
{\displaystyle \lim _{k\rightarrow \infty }{S_{k}^{H}R_{k}S_{k}^{-1}}=\lim _{k\rightarrow \infty }{S_{k-1}^{H}A_{k}S_{k-1}}=T} , dove {\displaystyle T} è una matrice tridiagonale superiore che ha sulla diagonale principale gli autovalori di {\displaystyle A},
e {\displaystyle \lim _{k\rightarrow \infty }{S_{k-1}^{H}Q_{k}S_{k}}=I}.

Questo teorema garantisce che gli elementi della successione {\displaystyle \{A_{k}\}_{k=1,2,...}} tendano agli autovalori di {\displaystyle A}.
Nel caso in cui la matrice {\displaystyle X^{-1}} non fosse fattorizzabile in forma LU, il metodo QR risulterebbe comunque convergente, ma gli autovalori non sarebbero stampati in ordine decrescente, cosa che invece accade se questa ipotesi è verificata. 
Con opportune modifiche è possibile dimostrare la convergenza del metodo anche nei casi in cui gli autovalori {\displaystyle \lambda _{i},i=1,2,...,n} non risultino distinti.

## Costo computazionale e stabilità
Il metodo QR applicato ad una matrice di ordine n ha un costo computazionale di {\displaystyle n^{3}} operazioni moltiplicative. Per abbassare il costo computazionale è possibile trasformare la matrice {\displaystyle A} in forma di Hessenberg superiore. In questo caso si ha un costo di {\displaystyle 2n^{2}} operazioni moltiplicative. Nel caso di una matrice in forma tridiagonale questo si riduce ulteriormente e risulta lineare in n. 

## Condizioni di arresto
Il metodo QR è un metodo di tipo iterativo, pertanto è opportuno fissare delle condizioni di arresto per tale metodo.
Fissata una tolleranza {\displaystyle \varepsilon }, si procede applicando il metodo QR ad una matrice {\displaystyle A} in forma di Hessenberg superiore fino a quando per un indice {\displaystyle p}, con {\displaystyle 1\leq p\leq n}, non risulti soddisfatta la seguente espressione:
{\displaystyle |(a_{p+1,p}^{(k)})|<\varepsilon (|(a_{p,p}^{(k)})|+|(a_{p+1,p+1}^{(k)})|)}
ovvero fino a quando {\displaystyle (a_{p+1,p})^{(k)}} diventa sufficientemente piccolo.
Quando questa condizione è verificata
{\displaystyle A_{k}={\begin{pmatrix}B_{k}\ D_{k}\\E_{k}\ C_{k}\end{pmatrix}}}
dove {\displaystyle B_{k}\in \mathbb {C} ^{p\times p}}, {\displaystyle C_{k}\in \mathbb {C} ^{(n-p)\times (n-p)}} ed {\displaystyle E_{k}} ha un elemento di modulo molto piccolo e tutti gli altri nulli. Si procede operando separatamente con le matrici {\displaystyle B_{k}} e {\displaystyle C_{k}}.

## Tecnica di shift
La velocità di convergenza del metodo dipende dal rapporto {\displaystyle \left\vert {\frac {\lambda _{i}}{\lambda _{j}}}\right\vert } per {\displaystyle i>j} e quindi, per l'ipotesi {\displaystyle |\lambda _{1}|>|\lambda _{2}|>...>|\lambda _{n}|}, dipende dal numero
{\displaystyle \max _{1\leq i\leq n-1}\left\vert {\frac {\lambda _{i+1}}{\lambda _{i}}}\right\vert }
Se tale rapporto è vicino a 1 la convergenza risulta lenta. Per accelerare la convergenza si utilizza una tecnica di shift. Sia {\displaystyle \mu } un valore che approssima un autovalore {\displaystyle \lambda } meglio degli altri. Si può applicare il metodo QR alla matrice {\displaystyle A-\mu I} come segue
{\displaystyle A_{k}-\mu I=Q_{k}R_{k}}
{\displaystyle A_{k+1}=R_{k}Q_{k}+\mu I}
e risulta {\displaystyle Q_{k}A_{k+1}=A_{k}Q_{k}}.
Tenendo presente che gli autovalori di {\displaystyle A-\mu I} sono {\displaystyle \lambda _{i}-\mu } è possibile scegliere {\displaystyle \mu } in modo da accelerare la velocità di convergenza. In genere si applica il metodo QR senza shift per i primi p passi e si sceglie {\displaystyle \mu =a_{n,n}^{(p)}} per le successive iterazioni con shift. Dal momento che {\displaystyle \mu } può essere modificato ad ogni iterazione risulta conveniente scegliere {\displaystyle \mu _{k}=a_{n,n}^{(k)},\ k=1,2,...}